# Liz Larsen
Elizabeth Bernadette Price 'Liz' Larsen (Philadelphia (Pennsylvania), 16 januari 1959) is een Amerikaanse actrice.

## Biografie
Larsen werd geboren in Philadelphia (Pennsylvania), maar groeide op in New Hope (Pennsylvania). Zij is vanaf 1994 getrouwd en heeft uit dit huwelijk twee kinderen.

## Filmografie

### Films
- 2018 The Week Of - als mrs. Katz
- 2017 The Boy Downstairs - als Diana
- 2017 One Percent More Humid - als moeder van Catherine
- 2016 The Hudson Tribes - als rechercheur Carusso
- 2014 Bridge and Tunnel - als mrs. Richter
- 2013 A Miracle in Spanish Harlem - als hoofdverpleegster
- 2013 Frostbite - als Jill
- 2012 Commentary – als Amanda Ramsay-Blowman
- 2008 Bittersweet – als Liz
- 2000 Keeping the Faith – als Leslie
- 1998 Exiled – als forensisch medewerkster Jessica Reed
- 1996 Un angelo a New York – als Phoebe
- 1995 Dr. Jekyll and Ms. Hyde – als rechercheur Carson
- 1993 The Saint of Fort Washington – als vrouw van River Banks

### Televisieseries
Uitgezonderd eenmalige gastrollen.
- 2019 Mr. Robot - als Trudy - 3 afl.
- 2016 Madoff - als Sheryl Weinstein - 4 afl.
- 1992 – 2007 Law & Order – als forensisch medewerkster Jessica Reed – 17 afl.
- 2003 Third Watch – als Ginger – 3 afl.
- 2000 – 2002 Law & Order: Special Victims Unit – als advocate Regal – 3 afl.

## Theaterwerk opBroadway
- 2014 - 2019 Beautiful The Carole King Musical - als Genie Klein (understudy)
- 2002 – 2009 Hairspray – als Velma Von Tussle / Prudy Von Tussle / gymlerares (understudy)
- 2002 The Smell of the Kill – als Debra / Molly / Nicky (understudy)
- 2000 – 2002 The Rocky Horror Show – als Columbia (understudy)
- 1994 – 1995 Damn Yankees – als Gloria Thorpe (understudy)
- 1992 The Most Happy Fella – als Cleo
- 1989 Starmites – als Eleanor / Bizarbara
- 1981 Fiddler on the Roof – als Chava